# Neoxabea enodis
Neoxabea enodis är en insektsart som beskrevs av Walker, T.J. 1967. Neoxabea enodis ingår i släktet Neoxabea och familjen syrsor. Inga underarter finns listade i Catalogue of Life.